# 骑马乡
骑马乡，是中华人民共和国四川省广元市青川县下辖的一个乡镇级行政单位。

## 行政区划
骑马乡下辖以下地区：
场镇社区、里坪村、民主村、水磨村、岩埝村、中元村、大树村、红光村、光明村和新民村。